# غافين وايت
غافين وايت (بالإنجليزية: Gavin Whyte) (31 يناير 1996 في المملكة المتحدة - ) هو لاعب كرة قدم بريطاني في مركز الهجوم. لعب مع أكسفورد يونايتد.

## وصلات خارجية
- غافين وايت على موقع الاتحاد الدولي (مؤرشف)  (الإنجليزية)
- غافين وايت على موقع الاتحاد الأوربي (الإنجليزية)
- غافين وايت على موقع قاعدة بيانات كرة القدم.إي يو (الإنجليزية)
- غافين وايت على موقع ناشيونال فوتبول تيمز (الإنجليزية)
- غافين وايت على موقع Soccerbase.com (لاعب) (الإنجليزية)
- غافين وايت على موقع Soccerway.com (الإنجليزية)
- غافين وايت على موقع عالم كرة القدم.نت (الإنجليزية)